# Residykalkyl
Residykalkyl är en gren av komplexanalysen som handlar om att beräkna residyer, vilka är komplexa tal proportionella mot konturintegralen av en meromorf funktion längs en kurva som innesluter en av funktionens singulariteter. Residysatsen är en ofta använd sats vid beräkning av residyer.

## Definition
Residyn av en meromorf funktion f i en isolerad singularitet a, ofta betecknad Res(f, a) eller Resa(f), är det unika värdet R så att f(z) - R/(z - a) har en analytisk primitiv funktion i en disk 0 < |z - a| < δ.
Alternativt kan man beräkna residyer genom att hitta Laurentserieutvecklingar. Man kan då definiera residyn som koefficienten a-1 av en Laurentserie.